# Mietshaus Hafenstraße 117
Das Mietshaus Hafenstraße 117 in Bremerhaven-Lehe, Ortsteil Klushof, Hafenstraße, stammt von 1877.
Das Gebäude steht seit 1979 unter bremischem Denkmalschutz.

## Geschichte
Das viergeschossige verklinkerte historisierende Gebäude wurde 1877 nach Plänen von Carl Pogge im Stil der Neorenaissance für den Mühlenbesitzer Friedrich Heinrich Mügge gebaut. Die Fassade zur Hafenstraße hat einen Mittelrisalit mit Treppengiebel und zeigt eine reichhaltige Dekoration mit Bossenwerk im Erdgeschoss.
Pogge plante in Bremerhaven u. a. auch das Rathaus Lehe, die Zionkirche Weddewarden, die Villa Hanssen, Krumme Straße 18, und die Villa Giese, Lange Straße 72.